# Naranjal virus
Il virus Naranjal (Naranjal virus, NJLV)  è un arbovirus della famiglia Flaviviridae, genere Flavivirus, specie Aroa virus, e appartiene al IV gruppo dei virus a ((+) ssRNA).